# Bandy-Weltmeisterschaft 1997
| WM 1997 Schweden | WM 1997 Schweden |
| ---------------- | ---------------- |
| Gold             | Schweden         |
| Silber           | Russland         |
| Bronze           | Finnland         |
| 4.               | Kasachstan       |
| 5.               | Norwegen         |
| 6.               | USA              |
| 7.               | Kanada           |
| 8.               | Ungarn           |
| 9.               | Niederlande      |

Die 20. Bandy-Weltmeisterschaft wurde vom 1. Februar bis 9. Februar 1997 in Schweden ausgetragen. Der Gastgeber gewann das Turnier vor Russland und Finnland.
Das Turnier wurde vom schwedischen König Carl XVI. Gustaf eröffnet. Insgesamt kamen zu den 25 Spielen 53 975 Zuschauer, davon allein über 10 000 zum Finale Schweden gegen Russland in Västerås.

## Spielmodus
Die neun Mannschaften waren ihrer Stärke nach in eine A- (5 Teams) und eine B-Gruppe (4 Teams) eingeordnet worden. Die ersten zwei der A-Gruppe qualifizierten sich automatisch für das Halbfinale. Der Dritte und Vierte der Gruppe A musste ein Spiel gegen den Ersten bzw. den Zweiten der B-Gruppe austragen, deren Sieger sich ebenfalls für das Halbfinale qualifizieren würde.

## Austragungsorte
Gespielt wurde an mehreren Orten in Schweden. Neben Västerås, dem Austragungsort des Finales und des Spiels um Platz 3, wurde in Stockholm, Köping, Fagersta, Katrineholm, Vänersborg, Otterbäcken, Trollhättan, Grängesberg, Slottsbron, Skövde und Sandviken gespielt.

## Teilnehmer
Am Turnier nahmen folgende neun Mannschaften teil:
| 6 aus Europa      | Russland (A)   | Schweden (A) | Norwegen (A)    |
|                   | Finnland (A)   | Ungarn (B)   | Niederlande (B) |
| 2 aus Nordamerika | USA (B)        | Kanada (B)   |                 |
| 1 aus Asien       | Kasachstan (A) |              |                 |

## Spielrunde

### Hauptrunde

#### Gruppe A

##### Ergebnisse
| 1. Februar 1997 | Schweden   | 11:3 | Finnland   | Vänersberg  |
| 1. Februar 1997 | Kasachstan | 6:13 | Russland   | Otterbäcken |
| 2. Februar 1997 | Finnland   | 7:2  | Kasachstan | Slottsbron  |
| 2. Februar 1997 | Norwegen   | 2:5  | Schweden   | Trollhättan |
| 3. Februar 1997 | Russland   | 6:2  | Finnland   | Otterbäcken |
| 3. Februar 1997 | Kasachstan | 7:7  | Norwegen   | Skövde      |
| 4. Februar 1997 | Norwegen   | 3:3  | Russland   | Slottsbron  |
| 4. Februar 1997 | Schweden   | 15:4 | Kasachstan | Vänersborg  |
| 5. Februar 1997 | Russland   | 7:5  | Schweden   | Sandviken   |
| 5. Februar 1997 | Finnland   | 5:4  | Norwegen   | Grängesberg |

##### Abschlusstabelle
| Pl. |            | Sp | S | U | N | Tore  | Diff | Punkte |
| 1.  | Russland   | 4  | 3 | 1 | 0 | 29:16 | +13  | 7      |
| 2.  | Schweden   | 4  | 3 | 0 | 1 | 36:16 | +20  | 6      |
| 3.  | Finnland   | 4  | 2 | 0 | 2 | 17:23 | −6   | 4      |
| 4.  | Norwegen   | 4  | 0 | 2 | 2 | 16:20 | −4   | 2      |
| 5.  | Kasachstan | 4  | 0 | 1 | 3 | 19:42 | −23  | 1      |

#### Gruppe B

##### Ergebnisse
| 2. Februar 1997 | Niederlande | 0:9  | Kanada      | Vänersborg  |
| 2. Februar 1997 | USA         | 12:0 | Ungarn      | Otterbäcken |
| 4. Februar 1995 | Niederlande | 1:13 | USA         | Trollhättan |
| 4. Februar 1995 | Ungarn      | 4:10 | Kanada      | Otterbäcken |
| 6. Februar 1997 | Kanada      | 2:5  | USA         | Grängesberg |
| 6. Februar 1997 | Ungarn      | 9:3  | Niederlande | Västerås    |

##### Abschlusstabelle
| Pl. |             | Sp | S | U | N | Tore  | Diff | Punkte |
| 1.  | USA         | 3  | 3 | 0 | 0 | 30:3  | +27  | 6      |
| 2.  | Kanada      | 3  | 2 | 0 | 1 | 21:9  | +12  | 4      |
| 3.  | Ungarn      | 3  | 1 | 0 | 2 | 13:25 | −12  | 2      |
| 4.  | Niederlande | 3  | 0 | 0 | 3 | 4:31  | −27  | 0      |

## Viertelfinale
| 7. Februar 1997 | Finnland   | 13:0 | USA      | Köping   |
| 7. Februar 1997 | Kasachstan | 5:2  | Norwegen | Fagersta |

- Die Verlierer spielen um Platz 5.

## Spiele um die Plätze 1 bis 4

### Halbfinale
| 8. Februar 1997 | Russland | 12:3 | Kasachstan | Katrineholm |
| 8. Februar 1997 | Schweden | 8:5  | Finnland   | Stockholm   |

### Spiel um Platz 3
| 9. Februar 1997 | Finnland | 9:3 | Kasachstan | Västerås |

### Finale
| 9. Februar 1997 | Schweden | 10:5 | Russland | Västerås, 10 217 Zuschauer |

## Spiele um die Plätze 5 bis 9

### Spiel um Platz 8
| 8. Februar 1997 | Niederlande | 3:5 | Ungarn | Köping |

### Spiel um Platz 5
| 8. Februar 1997 | Norwegen | 7:1 | USA | Fagersta |

- Der Verlierer spielt gegen den Vorrundenzweiten der B-Gruppe um Platz 6.

### Spiel um Platz 6
| 9. Februar 1997 | Kanada | 1:5 | USA | Köping |

## Abschlussplatzierungen
| Platz                                                                         | Land                                                     | Athleten |                                                               |
| ----------------------------------------------------------------------------- | -------------------------------------------------------- | --- | ------------------------------------------------------------- |
| 1                                                                             | SWE                                                      | \| Mikael Forsell Niklas Spangberg Göran Rosendahl Marcus Bergwall Magnus Muhrén \| Gert Jonsson Stefan Jonsson Per Fosshaug Patrick Sandell \| Ola Fredricsson Magnus Olsson Jonas Claesson Hans Åström \| Magnus Olsson Jonas Holgersson Anders Bergwall Kjell Berglund \| |                                                               |
| 2 0                                                                           | RUS                                                      | |                                                               |
| 3 0                                                                           | FIN                                                      | |                                                               |
| 4 0                                                                           | KAZ                                                      | |                                                               |
| 5 0                                                                           | NOR                                                      | |                                                               |
| 6 0                                                                           | USA                                                      | |                                                               |
| 7 0                                                                           | CAN                                                      | |                                                               |
| 8 0                                                                           | HUN                                                      | |                                                               |
| 9 0                                                                           | NED                                                      | |                                                               |
| Mikael Forsell Niklas Spangberg Göran Rosendahl Marcus Bergwall Magnus Muhrén | Gert Jonsson Stefan Jonsson Per Fosshaug Patrick Sandell | Ola Fredricsson Magnus Olsson Jonas Claesson Hans Åström | Magnus Olsson Jonas Holgersson Anders Bergwall Kjell Berglund |